# James Henderson-Stewart
Pour les articles homonymes, voir James Stewart (homonymie), Stewart et Henderson.
James Henderson-Stewart, 1er baronnet (6 décembre 1897 - 3 septembre 1961), né James Henderson Stewart, est un banquier britannique, officier de l'armée et homme politique. Il est député libéral national d'East Fife de 1933 jusqu'à sa mort, et président du groupe parlementaire en 1945. Il joue un rôle important dans la négociation de l'unité des libéraux nationaux avec les conservateurs, mais n'a pas réussi à persuader le Parti libéral d'adhérer également.

## Jeunesse
Henderson-Stewart est né à Crieff, Perthshire, fils de Matthew Stewart. Il fréquente l'Académie Morrison de la ville, interrompant ses études pour rejoindre la Royal Artillery et servir pendant la Première Guerre mondiale. Promu capitaine par intérim en février 1918 il est blessé au combat. Il quitte l'armée en 1919, devient capitaine dans la réserve d'officiers et entre à l'Université d'Édimbourg où il obtient un baccalauréat en commerce en 1922 et une maîtrise ès arts en économie en 1923. Il sert dans l'armée territoriale de 1921 à 1925.

## Candidatures du Parti libéral
Aux élections générales de 1923, Stewart est candidat du Parti libéral pour Leicester-Est, mais termine à la troisième place avec seulement 27 % des voix. Aux élections générales de 1924, il se présente à Derby en tant que seul candidat libéral, contre James Henry Thomas qui est ministre du Travail. Sa tâche est considérée comme "difficile" et il est largement battu.
Au cours des années 1920, Henderson-Stewart travaille à la British Overseas Bank à Londres. Son activité politique se déroule à travers la Land and Nation League, un organisme libéral mis en place pour promouvoir la politique foncière promue par David Lloyd George. En 1929, il est secrétaire de la Ligue et il est choisi comme candidat libéral pour Dundee. Comme Derby, il s'agit d'une circonscription de deux députés, mais contrairement à Derby, les conservateurs n'ont nommé qu'un seul candidat et il est reconnu que les électeurs libéraux et conservateurs (chacun ayant deux voix) utiliseraient leur deuxième vote pour le candidat de l'autre parti. Henderson-Stewart termine deuxième, à 13 712 voix de remporter un siège mais réalise une performance honorable.

## Élection du Fife Est
En janvier 1933, Henderson-Stewart est investi comme candidat national libéral pour East Fife, où la mort du député en exercice James Duncan Millar provoque une élection partielle. Il obtient le soutien des unionistes bien qu'il ait fait face à l'opposition non seulement du parti travailliste et du Parti national écossais mais aussi du parti agricole (dont le candidat s'est proclamé conservateur) et d'un libéral officieux qui soutient le libre-échange. Philip Snowden, l'ancien chancelier travailliste, envoie un message de soutien au libéral officieux, que Henderson-Stewart décrit comme « un peu plus qu'une explosion de mauvaise humeur ».

## Député
Henderson-Stewart remporte la victoire avec une confortable majorité de 9 135 voix et, dans son discours de victoire, attaque les « tactiques de destruction » des candidats agricoles et libéraux officieux. Il acquiert une réputation de travail de circonscription assidu, parmi les agriculteurs et les pêcheurs de Fife, et peu après son élection s'oppose à une réduction de la subvention à la Commission des forêts qu'il considère comme une fausse économie. Il s'exprime souvent sur des questions économiques. Sur les affaires étrangères, il se prononce en 1934 pour que le Royaume-Uni reste à l'écart de tout conflit entre la France et l'Allemagne et promeut l'amitié anglo-américaine.

## Affaires étrangères
À l'été 1935, Henderson-Stewart fait une tournée des marchés aux chevaux européens et, à son retour, écrit une brochure intitulée « Stop the Export of Butchery Horses » qui appelle à une interdiction légale du commerce d'exportation. En juillet 1938, Henderson-Stewart est vice-président de l'Empire Development Conference qui se tient à l'Empire Exhibition à Glasgow.
En décembre 1938, Henderson-Stewart appelle à une approche déterminée et globale du réarmement et regrette que le gouvernement ait proclamé son approche comme limitée. En mars 1939, il est cosignataire d'une motion parlementaire présentée par Anthony Eden et Winston Churchill qui appelle à un gouvernement national « sur la base la plus large possible » pour permettre à la Grande-Bretagne de déployer son effort militaire maximal ; la motion n'est pas bien accueillie par le gouvernement Chamberlain.

## Deuxième Guerre mondiale
Avant le déclenchement de la guerre, Henderson-Stewart cherche à s'assurer que le système de service national dans les forces armées fonctionne sans heurts. En novembre 1939, il critique le fonctionnement du dispositif en mobilisant des ouvriers agricoles alors que le gouvernement demande aux agriculteurs de labourer davantage de terres. Lors du Débat sur la Norvège de mai 1940, Henderson Stewart vote contre Chamberlain. Après que Churchill ait pris ses fonctions de Premier ministre, Henderson-Stewart s'enrôle à nouveau dans la Royal Artillery dans laquelle il sert de septembre 1940 à juin 1941.
Henderson-Stewart est nommé whip écossais des libéraux en décembre 1942. Au printemps 1944, il se rend avec une délégation parlementaire aux Antilles pour examiner les conditions là-bas ; à son retour, il dit avoir trouvé « une loyauté flamboyante » envers l'Empire. En octobre 1944, il vote contre le gouvernement sur la question de l'indemnisation des propriétaires fonciers en cas de décisions d'aménagement défavorables.

## Unité libérale
Les candidats libéraux étant à nouveau divisés entre les nationaux libéraux et les libéraux de l'opposition lors des élections générales de 1945, Henderson-Stewart cherche une réunification, sans succès. Lorsque le Parlement se réunit après les élections, Henderson-Stewart est choisi comme président du Parti parlementaire national libéral pour la session. Cela fait de lui le chef officieux du parti; cependant il ne sert que pendant un an. En septembre 1947, il écrit au Times suggérant que le Parti libéral devrait envisager de fusionner avec les conservateurs, arguant que le libéralisme « s'oppose au socialisme » et devrait travailler avec Churchill. Peu de temps après, le groupe de Henderson-Stewart rejoint officiellement les conservateurs.
Aux élections générales de 1950, le Parti libéral désigne David Alexander Freeman, un étudiant de 22 ans de l'Université de St Andrews comme candidat contre Henderson-Stewart. C'est la première fois qu'ils présentent un candidat contre lui, et la controverse entre eux est décrite comme « amère ». Henderson-Stewart augmente sa majorité. Dans le nouveau Parlement, il poursuit sa campagne pour l'industrie de la pêche locale, appelant à une action immédiate pour éviter une crise. Il demande des contrôles sur les importations de poisson.

## Cabinet ministériel
Le retour des conservateurs au pouvoir en 1951 conduit à la nomination de Henderson-Stewart en tant que sous-secrétaire d'État parlementaire conjoint au bureau écossais en février 1952. Parmi ses responsabilités figurent l'industrie de la pêche. En août de la même année, il est invité à prendre la parole à la Conférence européenne de la jeunesse à Midlothian, au cours de laquelle il déclare que « la mère patrie d'un grand Commonwealth et d'un empire » ne peut pas renoncer à des éléments vitaux de souveraineté. En décembre 1952, Henderson-Stewart est accusé d'avoir menti par le député travailliste John Rankin, furieux que le whip en chef du gouvernement ait clos le débat après que Henderson-Stewart ait pris la parole.
En tant que ministre responsable du Scottish Education Department, Henderson-Stewart encourage les parents écossais à garder leurs enfants à l'école assez longtemps pour passer le Leaving Certificate. Il traite également des premières étapes du différend entre le Royaume-Uni et l'Islande sur les droits de pêche, lorsqu'un accord est conclu par lequel le gouvernement islandais accepte de ne pas essayer d'étendre sa limite de quatre milles. Il participe également à une proposition de tunnel sur la rivière Forth, qu'il décrit comme une idée brillante mais inadaptée aux conditions physiques.
Henderson-Stewart quitte le gouvernement lorsque Harold Macmillan devient premier ministre, bien qu'il ait été nommé baronnet de Callumshill dans le comté de Perth le 28 mars 1957. la Cour du Lord Lyon accorde un mandat lui permettant de changer son nom de famille en Henderson-Stewart.
En septembre 1957, Henderson-Stewart dénonce Frank Cousins du Transport and General Workers' Union comme « juste un autre démagogue jouant pour le pouvoir » lorsque Cousins déclare son opposition à la modération salariale. Il est président du comité d'appel des écoles St Leonards et St Katherine à St Andrews. Il est également élu président du comité des membres unionistes écossais en novembre 1960. Henderson-Stewart est décédé subitement à Dundee en septembre 1961.